# Ostrava Open 1994
L'Ostrava Open 1994 è stato un torneo di tennis giocato sul sintetico indoor. È stata la 1ª edizione dell'Ostrava Open, che fa parte della categoria World Series nell'ambito dell'ATP Tour 1994.  Si è giocato a Ostrava in Repubblica Ceca, dal 10 al 16 ottobre 1994.

## Campioni

### Singolare
MaliVai Washington ha battuto in finale  Arnaud Boetsch con il punteggio di 4–6, 6–3, 6–3

### Doppio
Martin Damm /  Karel Nováček hanno battuto in finale  Gary Muller /  Piet Norval con il punteggio di 6–4, 1–6, 6–3